# Кафедральная площадь (Львов)
Кафедральная площадь (укр. Площа Катедральна) — площадь в историческом центре Львова. Расположена между Галицкой и Театральной улицами и примыкает к площади Рынок.

## Название
Первое известное название — Кафедральная улица — уже существовало до 1795 года. В XIX веке использовались параллельно названия Капитульная площадь и Кафедральная площадь. Названия связаны с Латинским собором, что со времён средневековья находится на этой площади, и с римско-католическим капитулом, действовавшим при храме. В советское время с 1950 года площадь называлась в честь Розы Люксембург. Историческое название было возвращено в 1991 году.

## Описание

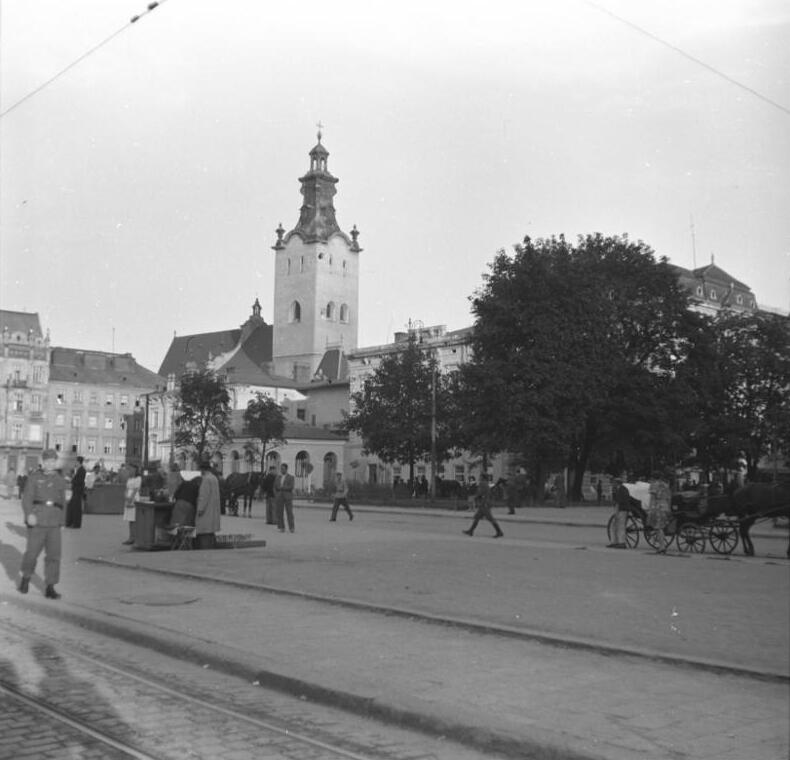
Латинский собор на Кафедральной площади, 1943 год

Площадь образована на месте бывшего кладбища, которое находилось вокруг Кафедрального собора. Кладбище было окружено стеной, а от ворот лестница вела вниз, поскольку кладбище было значительно ниже соседней Галицкой улицы и площади Рынок. Одиночные склепе-часовни образовывали дисперсную застройку. Из старых гробниц сохранился только «Гроб Господень» — скульптурная композиция, перенесена ныне под стены собора. Сохранилась также часовня-усыпальница семьи Боимов, которая однако влилась в нынешнюю линейную застройку (к южному фасаду пристроен жилой дом). Западная линия застройки образована нечётной стороной Театральной улицы (дома № 5, 7, 9). От улицы Беринди и к рынку через площадь проходит двусторонняя трамвайная линия.
В 1910-х годах, во время ремонта канализации, обнаружены фрагменты человеческих скелетов, идентифицированы как принадлежащие львовском патрициатам. Находка передана в Отдел антропологии Львовского университета. В 2006 году в северо-западной части площади, во время ремонтных работ по замене дорожного покрытия, археологами обнаружены остатки фундамента и стены готической часовни (способ кладки кирпича указывает на XIV—XV века). Пол находится на глубине 3,5 м от современного уровня площади.

## Здания
- Латинский кафедральный собор
- Часовня Боимов
- № 2. Дом «Под львом»
- № 5. Дом Капитульный
- № 6. Дом академический
- № 7. Дом латинского архиепископа.